# Pridvorica (Šavnik)
Pour les articles homonymes, voir Pridvorica.
Pridvorica (en serbe cyrillique : Придворица) est un village du centre-ouest du Monténégro, dans la municipalité de Šavnik.

## Démographie

### Évolution historique de la population
| 1948 | 1953 | 1961 | 1971 | 1981 | 1991 | 2003 |
| ---- | ---- | ---- | ---- | ---- | ---- | ---- |
| 127  | 119  | 110  | 81   | 44   | 27   | 20   |